# Mulanay
Mulanay (Bayan ng Mulanay) är en kommun i Filippinerna. Kommunen ligger på ön Luzon, och tillhör provinsen Quezon. Folkmängden uppgår till 45 903 invånare.

## Barangayer
Mulanay är indelat i 28 barangayer.
| - Ajos - Amuguis - Anonang - Bagong Silang - Bagupaye - Barangay Poblacion 1 - Barangay Poblacion 2 - Barangay Poblacion 3 - Barangay Poblacion 4 - Bolo - Buenavista - Burgos - Butanyog - Canuyep | - F. Nanadiego - Ibabang Cambuga - Ibabang Yuni - Ilayang Cambuga (Mabini) - Ilayang Yuni - Latangan - Magsaysay - Matataja - Pakiing - Patabog - Sagongon - San Isidro - San Pedro - Santa Rosa |